# Frank Schweikert

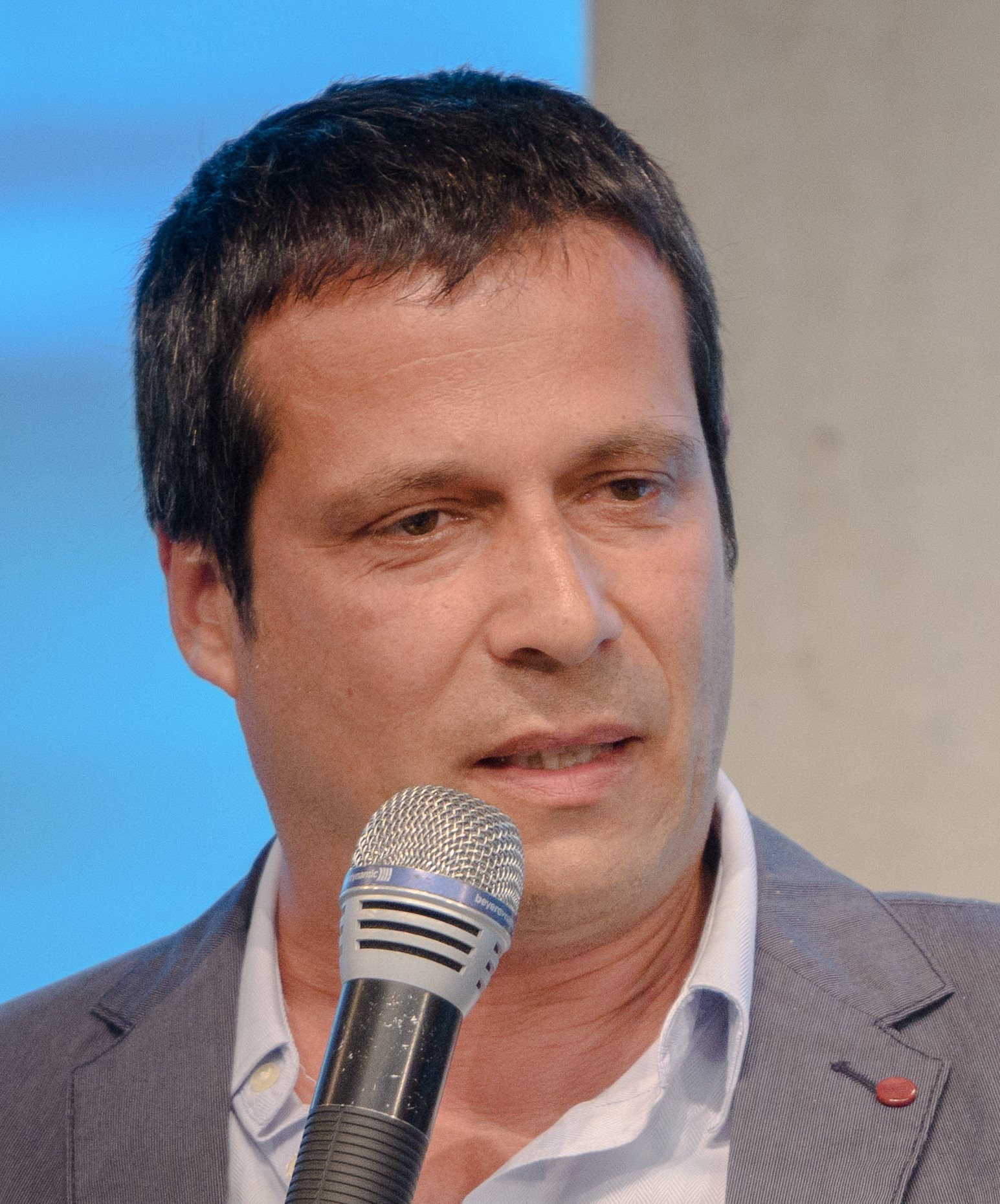
Frank Schweikert, 2017

Frank Schweikert (* 1963 in Schramberg im Kreis Rottweil) ist ein deutscher Journalist, Biologe, Unternehmer und Umweltaktivist. Mit innovativen Ideen zur Umweltkommunikation ist er spezialisiert auf den Lebensraum Meer. Unter anderem mit seinem Forschungs- und Medienschiff Aldebaran baut er seit 1992 die Brücke zwischen Wissenschaft und Gesellschaft mit besonderem Blick auf die Auswirkung des Klimawandels auf das Ökosystem Meer. Schweikert gründete zusammen mit Frank Otto 2015 die Deutsche Meeresstiftung und koordiniert im Auftrag des Bundeswirtschaftsministeriums zwei Innovationsnetzwerke zum Nachweis und zur Entfernung von Kunststoffen aus Gewässern.

## Leben
Frank Schweikert ist seit seinem 14. Lebensjahr als Journalist bei unterschiedlichen Medien tätig, unter anderem bei den Badischen Neuesten Nachrichten in Karlsruhe und als Assistent von Peter Stockinger bei SWF3 in Baden-Baden und bei Radio Andernach, einem Truppenbetreuungssender der Bundeswehr für psychologische Verteidigung. Er studierte Biologie in Stuttgart und München mit einer Arbeit über Biosensoren.
1992 war er Initiator der Aldebaran, einem Segelschiff, mit dem Meeresforschung und Medienarbeit für die Meere und Ozeane betrieben wird und das mit einem geringstmöglichen CO2-Fußabdruck. Im Gegensatz zu herkömmlichen Forschungsschiffen ist die Aldebaran für den Flachwasserbereich der Küstengewässer spezialisiert.
2005 startete er mit dem Bundes-Meereswettbewerb „Forschen auf See“ einen maritimen Nachwuchswettbewerb. 2007 bis 2009 dokumentierte er zusammen mit namhaften Meereswissenschaftlern die Folgen des Klimawandels vor der mittelamerikanischen Küste in Belize (Projekt „Sinking Paradise“). Von 2008 bis 2013 initiierte er mit Unterstützung der Dräger- und Zeit-Stiftung die internationale Ozean-Konferenz-Reihe „Mehr als Wasser – Ozeane und globale Verantwortung“ auf der Basis der Ergebnissen gründete er 2005 die Deutsche Meeresstiftung. Schweikert initiierte 2009 die Hamburger Klimawoche, Europas größte Klimakommunikationsveranstaltung.
Unterstützt von der Messe boot Düsseldorf und dem Bundesverband Wassersportwirtschaft kuratiert er seit 2016 gemeinsam mit der Fürst Albert II von Monaco Stiftung unter dem Dach der Deutschen Meeresstiftung die „love your ocean“-Nachhaltigkeitsinitiative auf der Messe „boot Düsseldorf“ mit einem Meeressymposium, das durch Fürst Albert II von Monaco (2017) bzw. Klaus Töpfer (2016) eröffnet wurde.
Schweikert ist Gründer und Geschäftsführer der GlobalGreen InnoTech GmbH und leitet seit 2014 zwei Netzwerke zur Detektion und Elimination von Kunststoffen aus Gewässern mit mehr als 30 Partnern aus Wirtschaft und Forschung – gefördert vom Bundeswirtschaftsministerium.
2021 initiierte Schweikert ein Bündnis zur Unterstützung der „UN-Dekade der Ozeanforschung für nachhaltige Entwicklung“ (2021–2030). Die Deutsche Meeresstiftung und die Deutsche Gesellschaft für Meeresforschung vernetzen die Akteure über eine gemeinsame Webseite. Seine Projekte bei der Deutschen Meeresstiftung werden in großem Umfang von der UN Ozean Dekade unterstützt. Zudem ist er seit Juni 2016 bei der Ocean & Climate Platform aktiv und seit Mai 2024 Mitglied der High Seas Alliance.

## Gremientätigkeiten
Schweikert ist zusammen mit dem Hamburger Unternehmer Frank Otto Gründer der „Deutschen Meeresstiftung“ (2015), Gründungsmitglied und Vorstand des „Bundesverbands Meeresmüll e.V.“ (seit 2013), stellvertretender Vorstand von Deutsche Gesellschaft für Meeresforschung e.V., Hamburg (seit 2013), Kurator und Sprecher des Beirats der Hamburger Klimawoche (2009) und seit 2014 Mitglied des Umweltausschusses der Handelskammer Hamburg.
Außerdem ist Schweikert Mitglied der erweiterten Vorstandssitzung der Versammlung der Mission zur Anpassung an den Klimawandel, einschließlich der gesellschaftlichen Transformation der Europäischen Union und assoziiertes Mitglied in der Deutschen Gesellschaft Club of Rome.

## Auszeichnungen
- Frank Schweikert erhält zwei Journalistenpreise der „Internationalen Rosenregatta e.V. (Medientreff unter Segeln)“ für die Gestaltung der ersten Webseite an Bord eines Schiffes und für Umweltradiosendungen live von Bord des Forschungsschiffes Aldebaran (1998 und 2000)
- Sonderpreis zum Thema Journalismus und Umweltschutz zusammen mit dem Leiter der ZDF Umweltredaktion, Volker Angres, der Stiftung Arbeit und Umwelt der IG Chemie, Papier, Keramik, heute ICBE (1995)
- Neptun Crossmedia Award[15] für die Medienarbeit des Meereswettbewerbs „Forschen auf See“ mit dem Medien- und Forschungsschiff Aldebaran durch Hamburg@work, 2006
- Auszeichnung des durch Schweikert initiierten Meereswettbewerb als UNESCO Dekade Projekt für Nachhaltige Entwicklung[15] (2007)
- Auszeichnung des von Schweikert betriebenen Forschungsschiffes Aldebaran als Ort im „Land der Ideen“ Projekt (2008)
- Auszeichnung der von Schweikert organisierten Expeditionen auf den Spuren des Klimawandels nach Belize als UNESCO Dekade Projekt Nachhaltige Entwicklung, 2008
- Frank Schweikert wurde gemeinsam mit Fürst Albert II von Monaco für sein Engagement für die Deutsche Meeresstiftung und die Prince Albert II of Monaco Foundation am 8. Juni 2018 mit dem Europäischen Kulturpreis in der Dresdner Frauenkirche ausgezeichnet. Mit dem Europäischen Kulturpreis Taurus wurde in einer Laudatio von Klaus Töpfer das beispielhafte Engagement für den Natur- und Meeresschutz gewürdigt.